# Чёрная церковь (Брашов)
Чёрная церковь (нем. Schwarze Kirche; рум. Biserica Neagră; венг. Fekete templom), также называемая церковь святой Марии — лютеранская церковь в городе Брашов, юго-восточной Трансильвании, Румыния. Построенное трансильванскими саксонцами, здание является крупнейшим готическим строением в стране.

## История
Новая церковь была построена на месте более старой. Точное время начала строительства неизвестно, вероятно, что это произошло между 1383 и 1385 годами. Строительство выполнялось силами болгарских рабочих. Легенда гласит, что во время строительства имел место следующий случай: один немецкий мальчик докучал рабочим, повторяя, что одна из стен наклонилась. Тогда строитель сбросил ребёнка с башни, а затем замуровал его труп, чтобы скрыть своё преступление.
Известно, что первого служившего в церкви священника звали Томас (умер в 1410 году). В настоящее время его могила находится в месте хоров в церкви.
Алтарь первоначально имел одну колонну, поддерживающую свод — так же построены готические соборы в Германии. Строительство нефа заняло больше времени, чем предполагалось изначально, так как строительство неоднократно прерывалось на достаточно продолжительное время. Для возобновления работ в 1423 году папа Мартин V дал индульгенцию строителям для активизации работ, но ещё в 1473 году в документе, выпущенном папой Сикстом IV речь шла о том, что работы по строительству затянулись.
Приблизительно около 1444 года работы по созданию восьмиугольных столбов были завершены. Один из них был украшен гребнем Яноша Хуньяди, который упомянут среди церковных ктиторов.
Самая интенсивная работа имела место около 1450 года, когда было сооружено большое количество порталов, включая северные «Золотые врата» и прилежавший к ним алтарь Святой Жертвы. Восточный портал, строящийся на средства короля Матьяша Хуньяди, был закончен в 1476 году. Церковная ризница была перестроена между 1500 и 1515 годами.
В итоге здание представляет собой образец поздней готики: базилика из трёх нефов одинаковой высоты. Такими были соборы Германии, откуда были родом большинство архитекторов и строителей. Церковь имеет много общих черт с церковью в Себеше, церковью святого Михаила в Клуж-Напока и доминиканской церковью в Кошице.
Католические богослужения были прекращены во время Реформации, когда под воздействием проповедей Йоханнеса Хонтеруса, большая часть прихожан перешла в лютеранство. В настоящее время рядом со зданием установлен памятник реформатору.
Здание было значительно разрушено пожаром при вторжении австрийских войск во время Великой Турецкой войны. С тех пор церковь получила название чёрной. После пожара 1689 года церковь была восстановлена при участии каменщиков из Данцига, которые сделали значительные переделки в барочном стиле. Затем оригинальная архитектура здания была в значительной степени изменена в XVIII веке.

## Описание

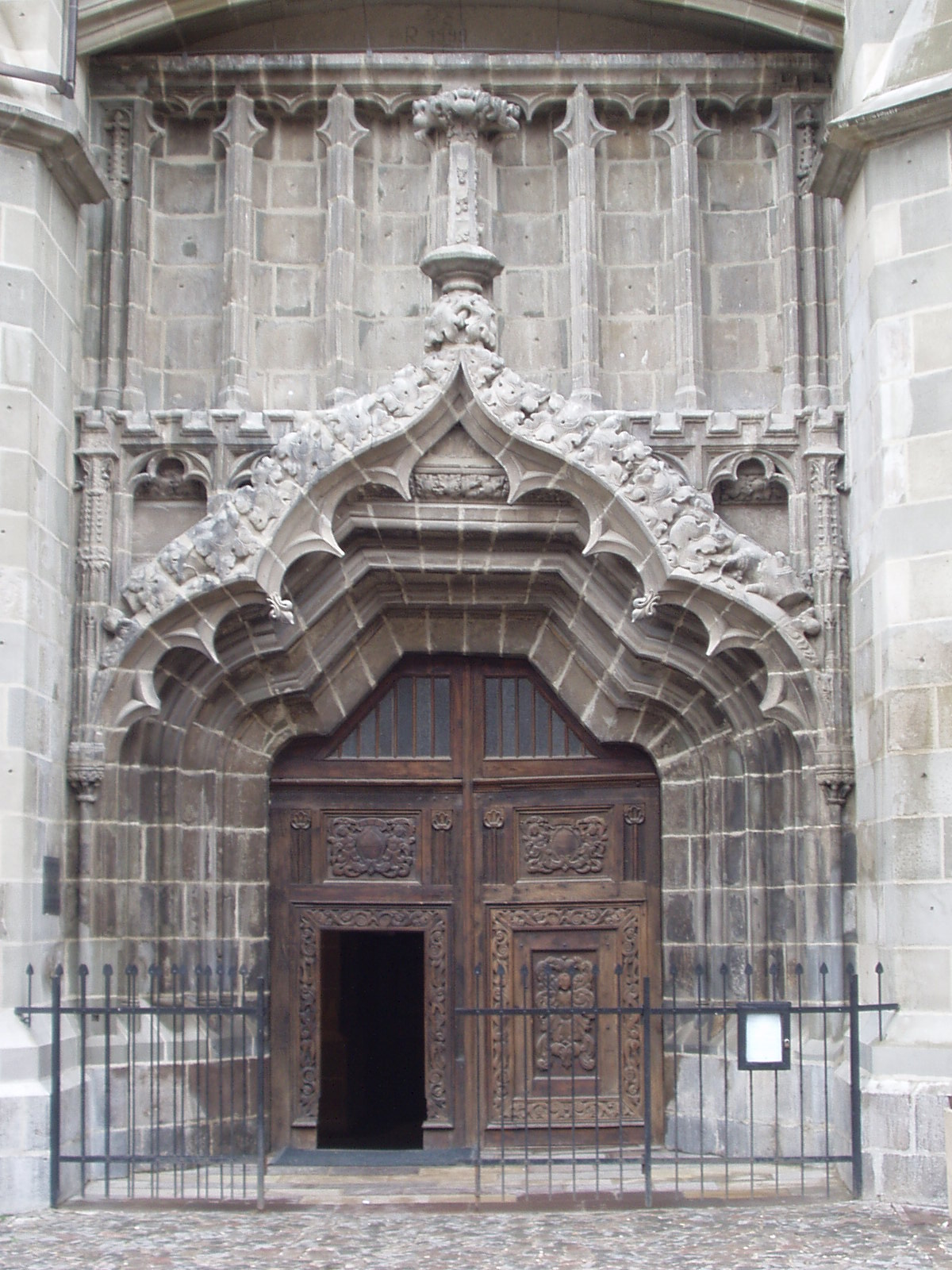
Вход в Чёрную церковь

Чёрная церковь имеет 89 метров в длину и 38 метров в ширину. Высота церкви от уровня пола до самой высокой точки единственной колокольной башни 65 метров. На колокольне находится шеститонный колокол, крупнейший в Румынии. Помимо этого в церкви имеется орган из 4 000 труб, созданный 1839 году мастером Карлом Буххольцем и большая коллекция анатолийских ковров, пожертвованных саксонскими торговцами в средневековье.
Большая часть внешней поверхности церкви выполнена из рыхлого песчаника, в результате чего многие элементы оформления сильно пострадали от времени. Наиболее старые украшения включают различные скульптуры, арки, каменные узоры, украшающие многочисленные порталы. Самая старая скульптура — почти полностью разрушившийся бюст Иоанна Крестителя, находящийся на хорах здания, изваянный под явным влиянием богемской готики. Другие скульптуры изображают предполагаемого основателя церкви Томаса и небесного заступника Транссильвании Святого Николая. Более новые скульптуры, в которых чувствуется влияние искусства Возрождения, находятся на северной стене. В основе изображения — Иисус во Втором Храме. Статуи Иисуса и Марии украшают герб Брашова, обращённый к мэрии, так как Мария считается небесным патроном города.
Частично разрушенная фреска (законченная около 1477 года) находится рядом с юго-восточным порталом церкви. Она украшена гербом короля Матьяша и его жены Беатрисы. Сюжетом фрески является Рождество Христово.
В отличие от внутренних готических фресок, наружные изображения выполнены преимущественно в ренессансном стиле. Среди других украшений церкви — чугунный ковчег в готическом стиле, купель, сооружённая на средства торговца Йоханнеса Ревделя в 1472 году, две огромных чаши (обе датируются 1504 годом) и много парчовых одеяний, изготовленных в конце XV — начале XVI веков.
Церковь — главная достопримечательность города и одновременно музей (вход в церковь платный). Евангелическое богослужение для небольшой немецкой общины проводится по воскресеньям.

## Хронология
- 1336 — первое документальное упоминание о церкви, расположенной на этом месте
- 1377 — инициатор строительства новой церкви приходской священник Брашова Томас Сандер (Thomas Sander) получает от папы Григория XI бумагу, подтверждающую посвящение храма Деве Марии.
- ок. 1380 — начинается строительство церковных хоров.
- 1385 — архиепископ Деметриус Эстергомский[англ.] выдаёт индульгенцию на возведение храма.
- 1408 — первое упоминание крестной перегородки; храм используется прихожанами (по крайней мере, частично).
- 1413 — семейство Сандер вносит крупное пожертвование на строительство храма.
- 1421 — турецкое войско вторгается в город; церковь частично разрушена.
- 1422 — папа Мартин V выдаёт индульгенцию на восстановление храма.
- ок. 1440 — начинаются работы по возведению нефа.
- 1450 — папа Николай V даёт индульгенцию на продолжение строительных работ.
- 1455 — в храме простроена часовня Св. Леонарда.
- 1472 — храму пожертвована крестильная купель; этот год принято считать датой завершения строительных работ.
- 1475 — епископ Трансильвании Габриэль даёт индульгенцию на обстановку храма.
- 1499 — первое упоминание о наличии органа в церкви.
- 1511 — гильдия портных устраивает в храме часовню, посвящённую Иоанну Крестителю.
- 1532—1536 — перестройка сводчатой крыши.
- 1542 — начало протестантской Реформации: проведена первая служба по лютеранскому обряду.
- 1544 — из храма вынесена вся живопись, интерьер приспособлен к требованиям лютеранства.
- 1550—1600 — город подвергается целой серии землетрясений, от которых страдает и церковь.
- 1605 — большой колокол падает вниз с колокольной башни.
- 1654—1662 — в храме проводятся существенные ремонтные и строительные работы: починены хоры, снесены некоторые молельни, построен новый алтарь, возведены колонны, поддерживающие триумфальную арку.
- 1660 — ризница пострадала от пожара.
- 1689 — пожар разрушает город; от церкви остаются только стены.
- 1690—1694 — храм подведён под новую крышу и вновь используется для служб.
- 1691 — на колокольню поднят большой колокол; начинается возведение нового алтаря.
- 1696 — возведены кафедра и церковные скамьи для городских советников.
- 1710—1715 — выстроены монументальные боковые галереи.
- 1716 — Ханнес Мессен (Hannes Messen) жертвует храму кованую решётку для ограждения купели.
- 1728 — начинается возведение новых колонн.
- 1762—1772 — интерьер храма получает сводчатую крышу; завершение восстановительных работ.
- 1822 — проведение комплексных работ по ремонту крыши.
- 1836—1839 — в западной галерее установлен орган работы Бухгольца[нем.].
- 1858 — замена большого колокола.
- 1864—1866 — ремонт хоров, замена скамей и алтаря.
- 1912—1914 — проведены ремонтные работы и реставрация фасада.
- 1923—1925 — расширена западная галерея.
- 1935—1944 — обширные работы по ремонту храма, статуи контрфорсов заменены на новые, проведено центральное отопление.
- 1937 — основана благотворительная организация «Для нашей Чёрной церкви».
- 1981—2000 — реставрация интерьеров; многие камни фасада заменены на новые.
- 2012—2013 — во дворе храма предприняты археологические раскопки.

## Галерея

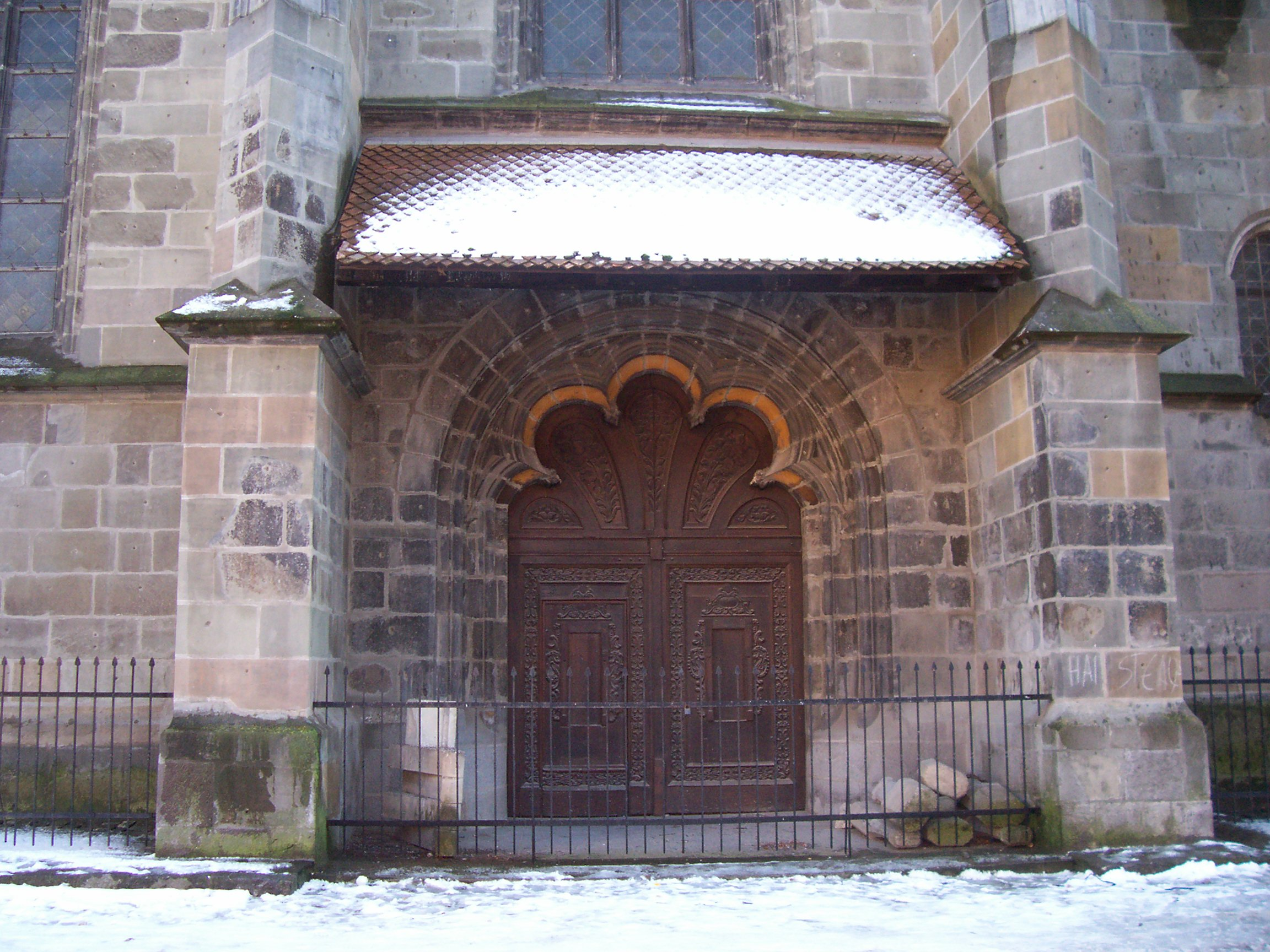
Золотые врата
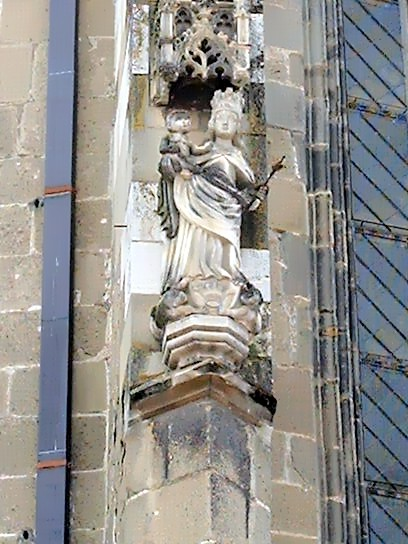
Мария и Иисус (скульптуры на внешней стороне церкви)
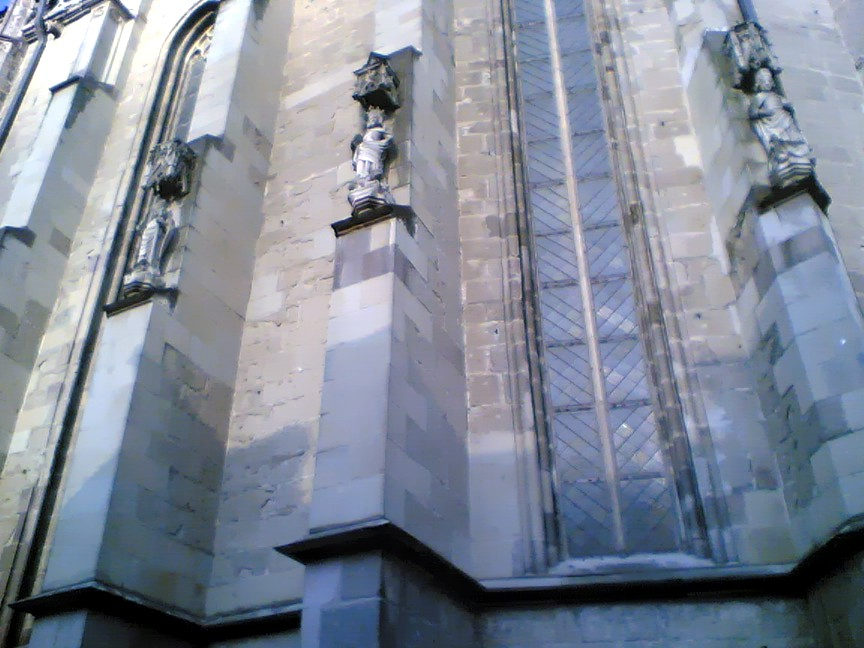
Внешние скульптуры
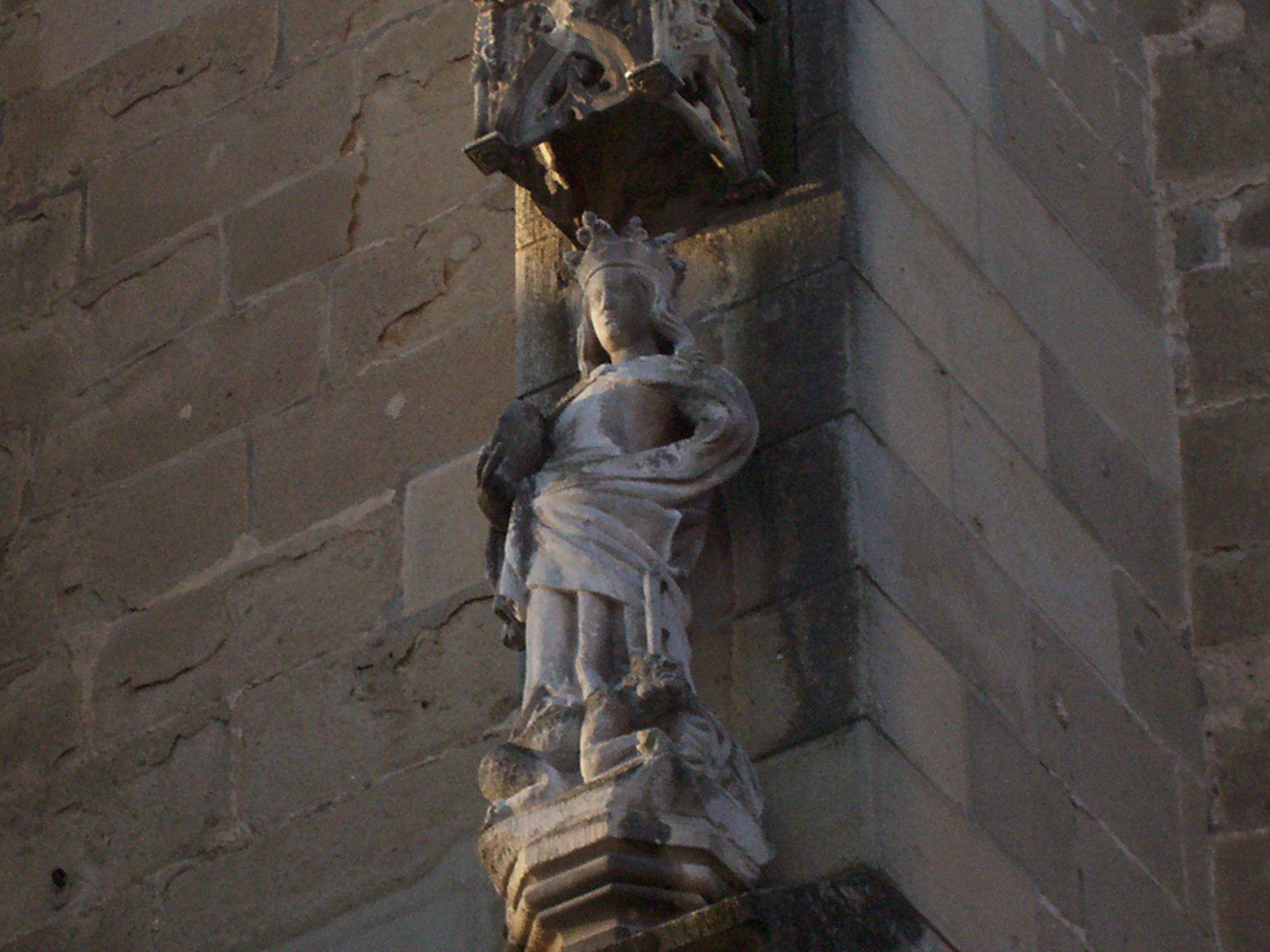
Внешние скульптуры
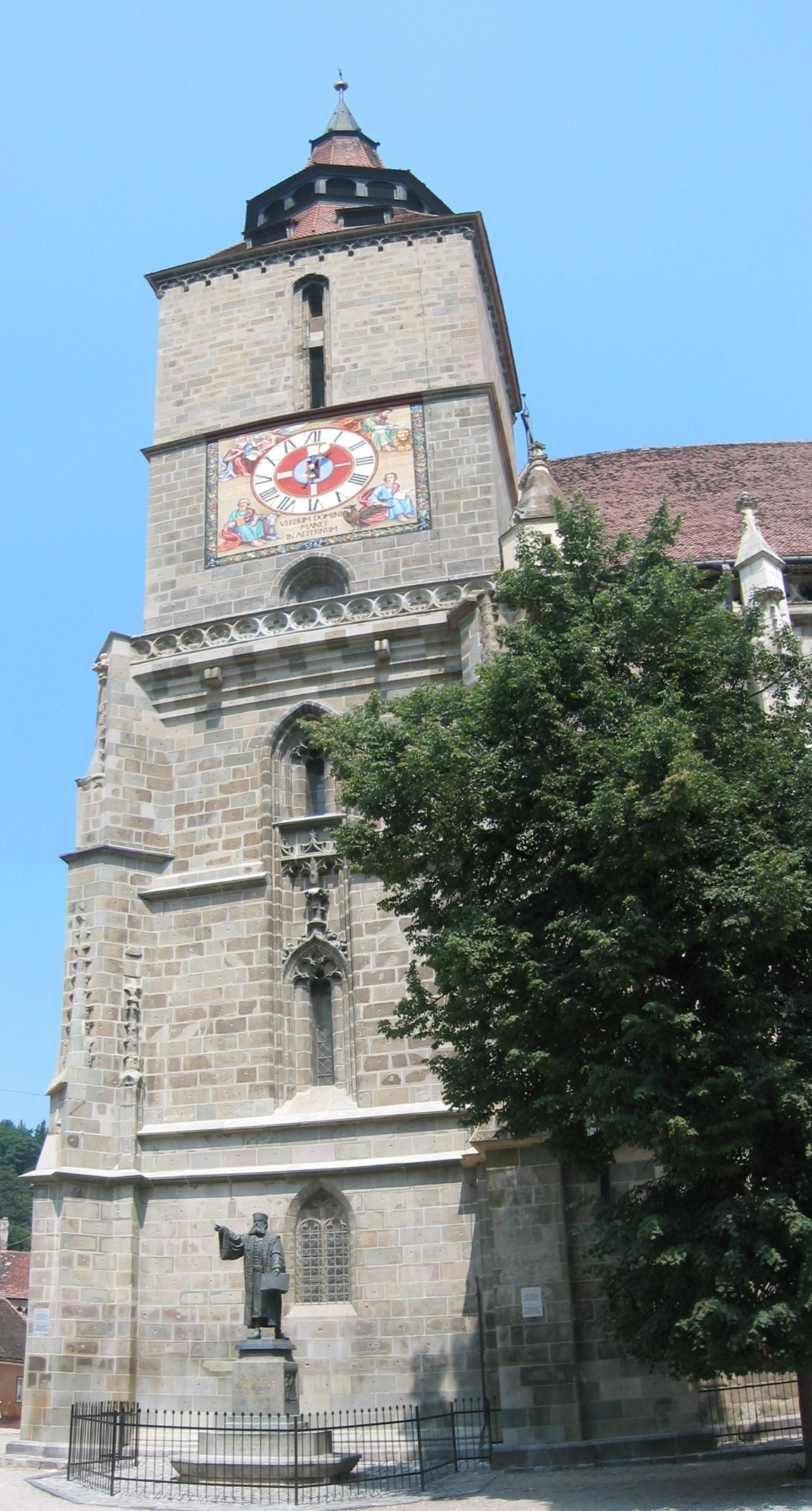
Вид со стороны на статью Йоханнеса Хонтеруса
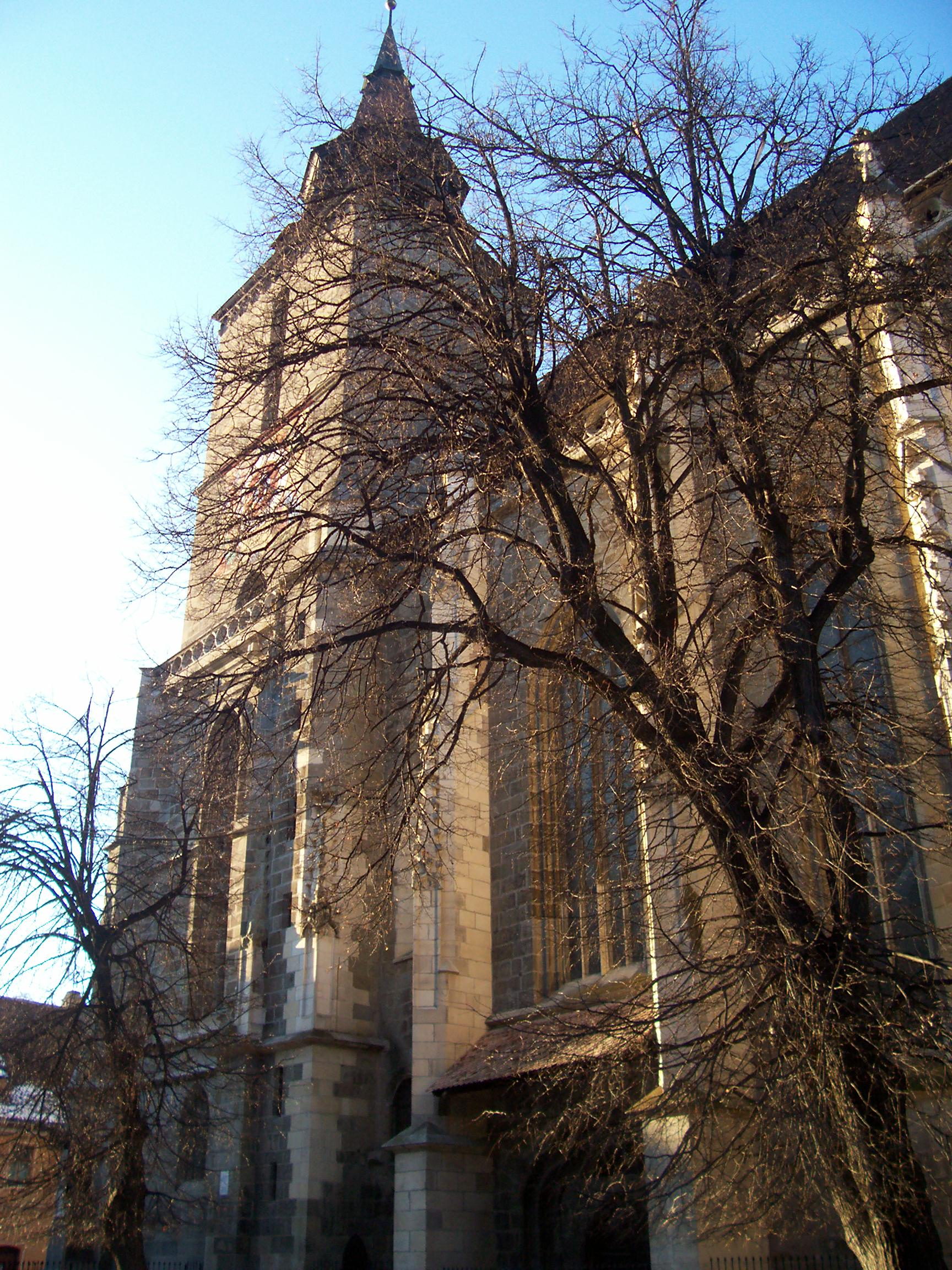
Вид со стороны
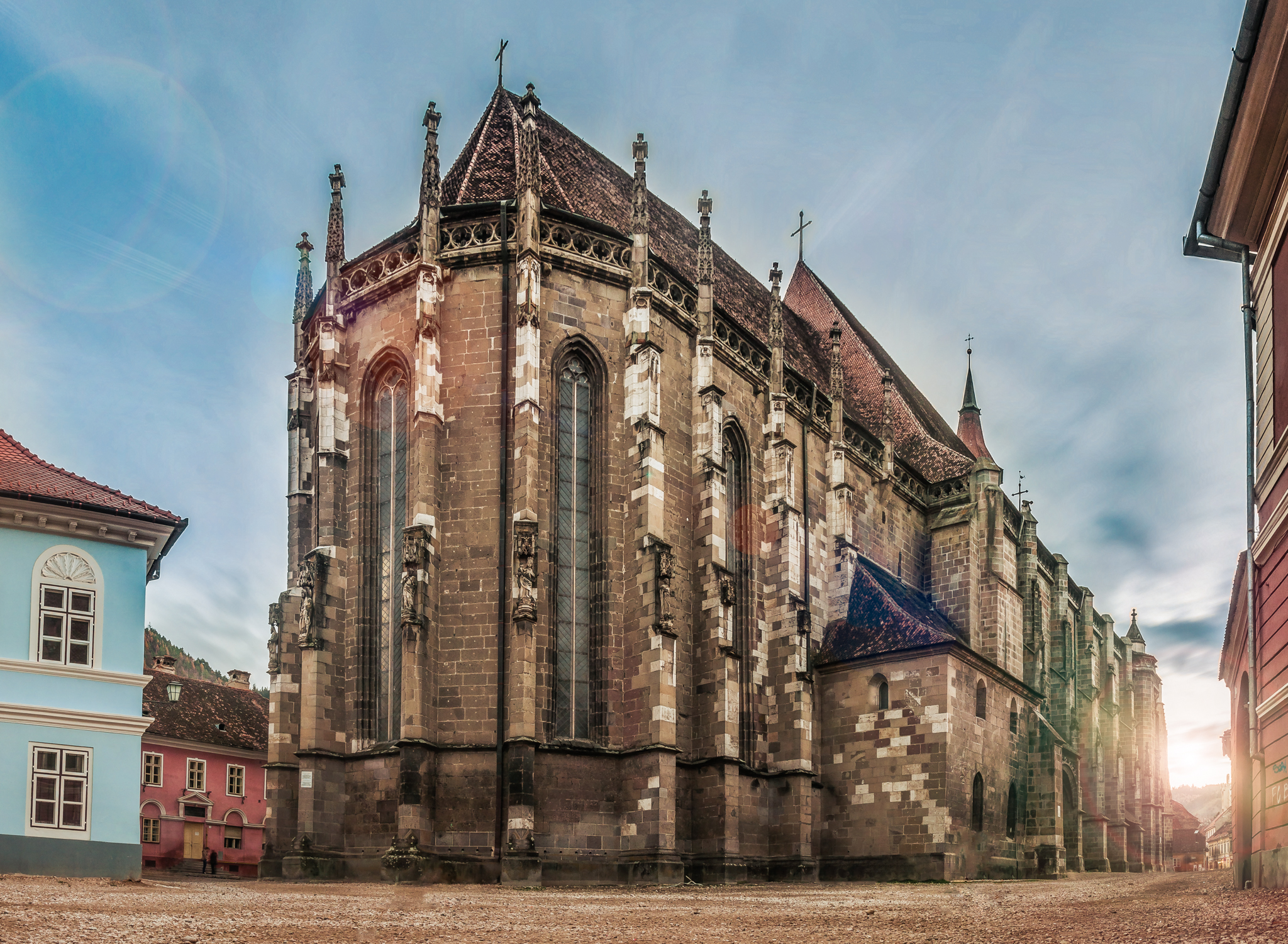
Церковь со стороны площади городского совета
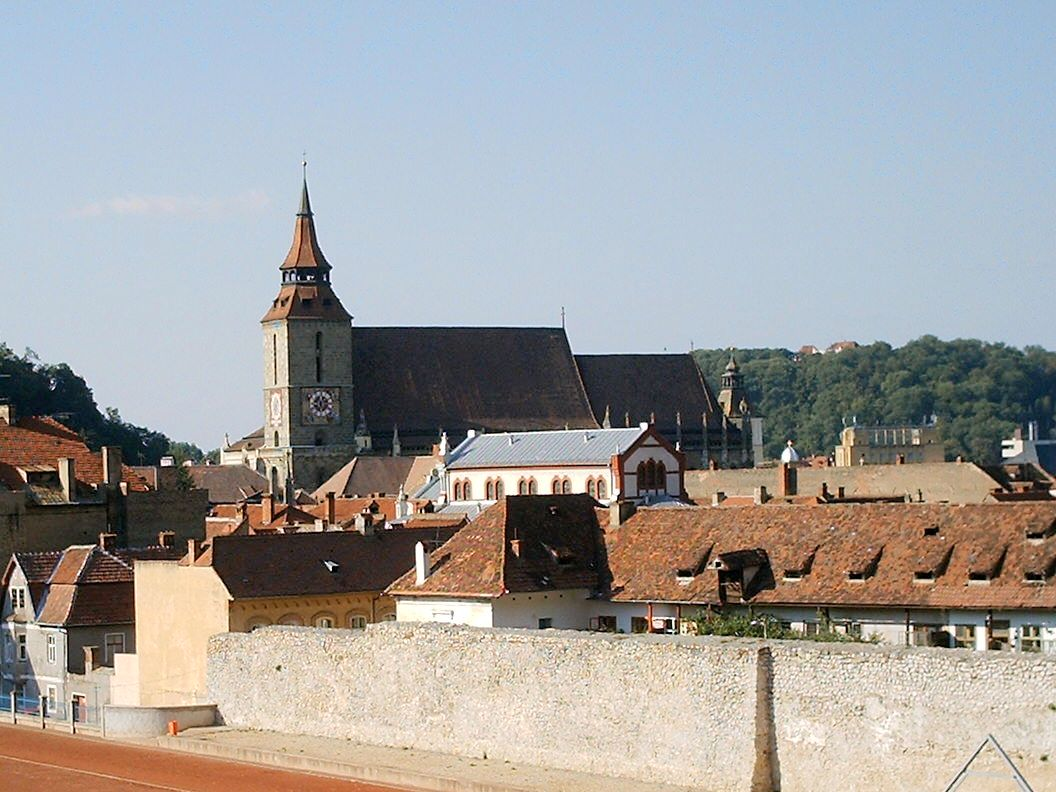
Вид церкви и окружающих её построек.
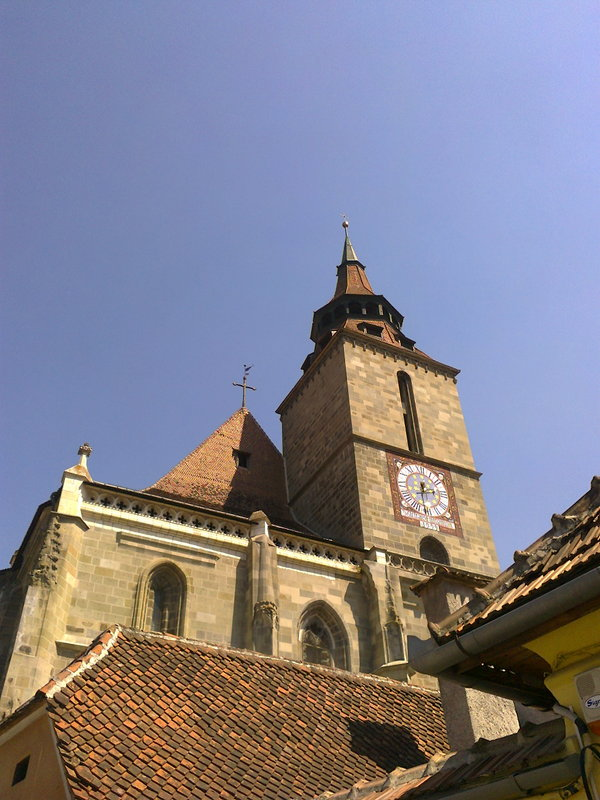
Колокольня
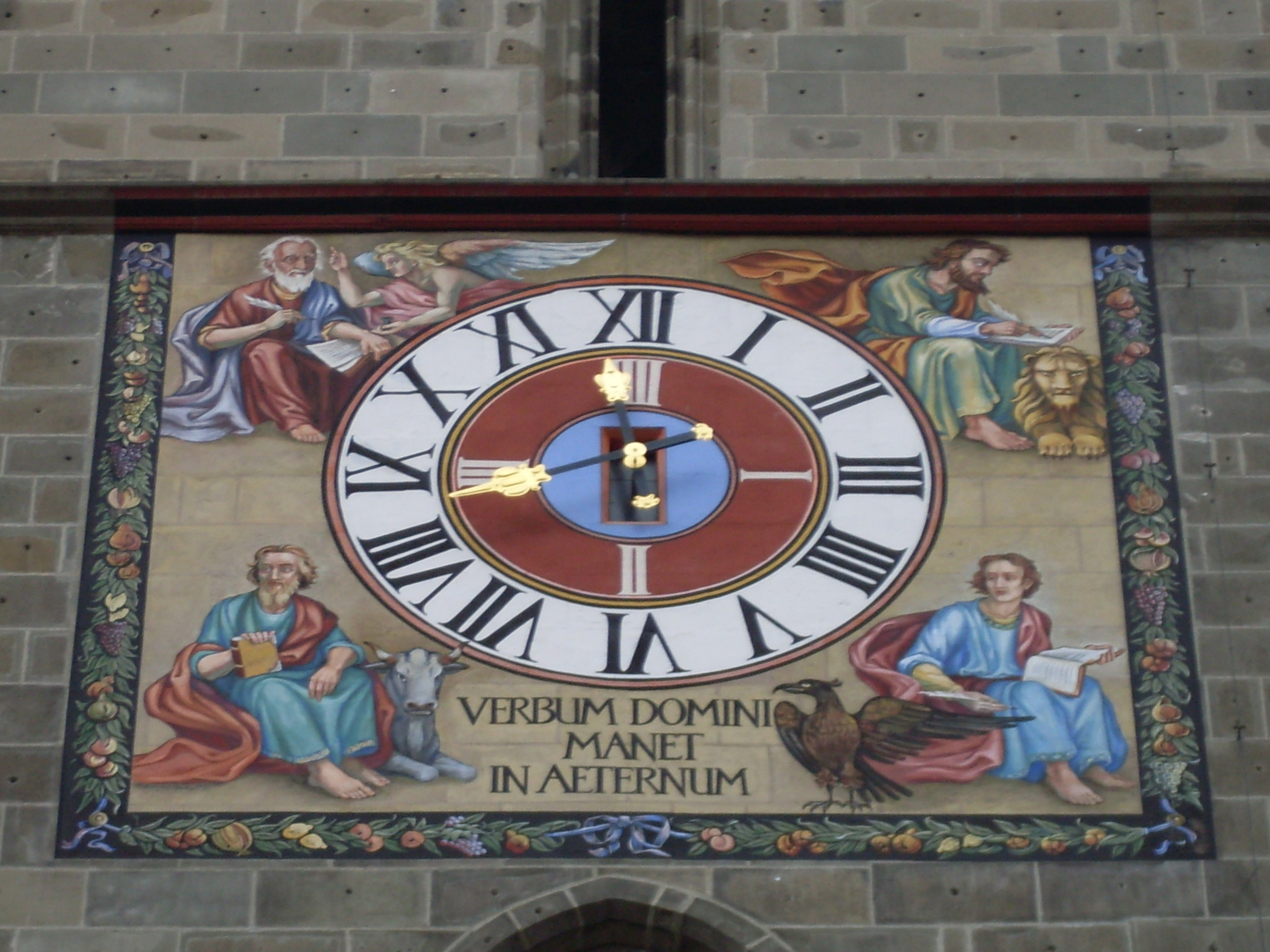
Часы на церковной башне